# 佐藤昭子
佐藤 昭子（さとう あきこ、旧名：佐藤 昭〈さとう あき〉、1928年〈昭和3年〉8月5日 - 2010年〈平成22年〉3月11日、女性）は、日本の政治家秘書、政治運動家。33年間にわたって田中角栄の秘書を務め、その愛人であったといわれ「越山会の女王」と称された。後に「政経調査会」を主宰した。

## 来歴
新潟県刈羽郡枇杷島村（現・柏崎市）に生まれる。両親は雑貨店を営んでいた。6人きょうだいの末っ子であったが、1人の姉は昭の出生前に死亡しており、1944年（昭和19年）までに父母、2人の兄、2人の姉と死別した。枇杷島小学校3年からそろばん塾に通って1級を取得し、数学・習字・体育が得意であった。1941年（昭和16年）小学校卒業後に進学した新潟県立柏崎高等女学校（5年制、のち4年制に変更。現・新潟県立柏崎常盤高等学校）では級長を務め、陸上部の短距離走の選手であった。数学の先生になりたいと願い、1945年（昭和20年）東京女子専門学校（3年制。現・東京家政大学）に進学したが、東京大空襲で学校が焼失し、戦時教育令により授業が停止されたため中退した。
1946年（昭和21年）の衆院選に立候補した田中角栄と出会い、選挙活動を手伝った。田中の応援演説を行なった男性との結婚・離婚、息子の出産と離別、キャバレー勤務を経て、1952年（昭和27年）に田中の秘書となった。イトーピア平河町ビル内の田中の個人事務所にあって田中の政治団体・越山会の統括責任者などの要職を歴任した。この間、キャバレーの客であった東京電力社員の男性と二度目の結婚・離婚を経験し、1957年（昭和32年）に田中の娘と見られる敦子を出産した。敦子の戸籍上の父は二番目の夫であったため、後に敦子は自分の出生に悩み、自殺未遂を繰り返した。
田中内閣の末期、雑誌『文藝春秋』1974年（昭和49年）11月号で児玉隆也が執筆したルポ「淋しき越山会の女王」により、広くその名を知られるようになった。11月15日、佐藤を参考人として国会に招致することが決まったが、佐藤は「私は気が小さくて、それに記憶力がいいから全部しゃべっちゃうわ」と反撃し、4日後に招致は撤回されたものの、間もなく田中内閣は総辞職に追い込まれた。1976年（昭和51年）ロッキード事件で田中が逮捕された後、佐藤も東京地検特捜部の事情聴取を受けた。1979年（昭和54年）に本名を「昭」から「昭子」に改名した。
1985年（昭和60年）2月27日、田中角栄が脳梗塞で倒れて政治生命を失うと、角栄と妻はなとの間の娘である田中眞紀子によって事務所は閉鎖され、早坂茂三とともに田中事務所を解雇された。原因は眞紀子と佐藤側の根深い対立関係にあったとされている。解雇後は自ら政治団体「政経調査会」を主宰し活動（会長は高鳥修で、佐藤は専務理事兼会計責任者）した。1993年（平成5年）には、のちに巨額不正経理が発覚した福原学園傘下の財団法人自由ケ丘教育振興財団（理事長・三浦清一郎）の理事を務めた。田中角栄とは一切会えなくなり、1993年に角栄が死去した時も対面はおろか、通夜にも葬式にも行けなかったが、翌年には角栄との人生を綴った著書を出版した。また旧田中派議員・関係者等の人脈に連なり、政治資金を提供するなど、政界になお一定の影響力を持っていた。
自由民主党（自民党）木曜クラブ（田中派）への影響力も強大であった。かつて田中派の中堅・若手議員であった橋本龍太郎・小渕恵三・羽田孜・小沢一郎らにとっては政界における姉貴分であり、所属党派が分かれた後も揃って「ママ」と呼んで慕った。
一時は巨額の資産を所有していたが、資産を預けていた高橋治則が1995年（平成7年）に二信組事件で逮捕されてから大半を失い、影響力も低下した。2008年（平成20年）に肺癌と診断された。
2010年（平成22年）3月11日、肺癌の進行により、東京都港区白金の北里研究所病院で亡くなった。81歳没。葬儀は喪主・敦子により家族葬で行われ、政治家で参列したのは既に引退していた上草義輝だけで、小沢一郎は病院で遺体と対面し、「ママ、お世話になったね」と小さく呟き、涙を流した。

## エピソード
- 死後、昭子の寝室の金庫を開けた敦子は、田中角栄が昭子や敦子に宛てて書いた手紙を発見した。この手紙は「田中角栄の恋文」として『文藝春秋』2011年（平成23年）11月号に立花隆の解説と共に掲載された。田中は自民党総裁選挙で勝利した1972年（昭和47年）7月5日、昭子に「愛君山岳心不移」と書いている[1]。

- 佐藤は田中の信頼が厚い有能な秘書であったが、田中の政治資金の全てを管理していたわけではなく、複数の金庫が存在していた[7]。
- 朝賀昭（あさか あきら、佐藤の部下の男性）が初めて会った時の印象として「胸も豊かでスタイルも良く」「まぶしく映った」と記したように[6]、男性を魅了するスタイルを持っていた。佐藤自身も晩年の著書で「自分で言うのも少しおこがましいが、まだ若かった私はスタイルもなかなかで、さっそうとしていたはずだ」と誇りを持って回想している[5]。大下英治によると、田中の秘書になった頃の佐藤の身長は157センチメートル（cm）、バストは97 cm、ウェストは58 cm、ヒップはバストより少し小さく[3][注釈 8]、身長以外はミス・ユニバース世界一の児島明子とほぼ同サイズの圧倒的なトランジスターグラマー[注釈 9]であった。敦子は著書の表紙裏に、4歳の夏に母に連れられて行った柏崎の鯨波海水浴場で巨岩に腰掛けた二人の写真を載せ、33歳だった佐藤のグラマーな水着姿を伝えている[1]。
- 田中が自民党幹事長時代にゴルフを始めると、佐藤もゴルフに親しんだ。あまりにも大きなバストがスイングの邪魔になったが、慣れると男性並みの飛距離を誇り、田中より飛ばして不機嫌にさせることもあったという[2]。
- ダンスの名手で[11]、麻雀も好きだったが、酒は飲めなかった[1]。たばこはハイライト、マイルドセブンを好んだ[6][11]。
- 小林旭の大ファンでもあった[11]。

## 一族
- 父 - 作治 - 1933年（昭和8年）4月25日に死去[3]
- 母 - ミサ - 1944年2月23日に51歳[3]で死去
- 長姉 - 愛子[3] - 昭が生まれる前に死去
- 次姉 - 郁子 - 昭が2歳の時に死去
- 長兄 - 仁史 - 昭より17歳年上[3]、1939年（昭和14年）2月22日[3]に死去
- 次兄 - 正 - 1937年（昭和12年）5月15日[3]に16歳で死去
- 三姉 - 扶美子[注釈 10] - 1937年10月27日[3]に死去
- 最初の夫 - 加藤家司[6] - 1946年9月[3]に結婚、1952年に離婚
- 二番目の夫 - T（又はM[6]） - 1954年（昭和29年）8月[6]に結婚、1962年（昭和37年）に離婚
- 最初の夫との息子 - 夫のもとに残るが、その家族は昭子の葬儀に参列した
- 二番目の夫との娘 - 敦子 - 1957年（昭和32年）8月9日[6]誕生。実父は田中角栄と見られる
- 敦子の娘 - 1987年（昭和62年）誕生

## 著書
- 『私の田中角栄日記』新潮社、1994年12月。ISBN 4104021016。
  - 『決定版 私の田中角栄日記』新潮社〈新潮文庫〉、2001年3月1日。ISBN 978-4101486314。
- 『田中角榮―私が最後に、伝えたいこと』経済界、2005年12月。ISBN 978-4766783513。